# 奥坦河畔鲁夫鲁瓦
奧坦河畔鲁夫鲁瓦（法語：Rouvrois-sur-Othain，法語發音：[ʁuvʁwa syʁ ɔtɛ̃]）是法国默兹省的一个市镇，位于该省东北部，属于凡尔登区。

## 地理
奥坦河畔鲁夫鲁瓦（49°22'41"N, 5°37'52"E）面积12.22 平方千米，位于法国大東部大區默兹省，该省份为法国西北部内陆省份，北与比利时接壤，西接马恩省和阿登省，南至上马恩省和孚日省，东临默尔特-摩泽尔省。
与奥坦河畔鲁夫鲁瓦接壤的市镇（或旧市镇、城区）包括：克吕讷河畔阿朗西、迪泽、努永蓬、皮永、圣皮埃尔维莱、索尔贝。

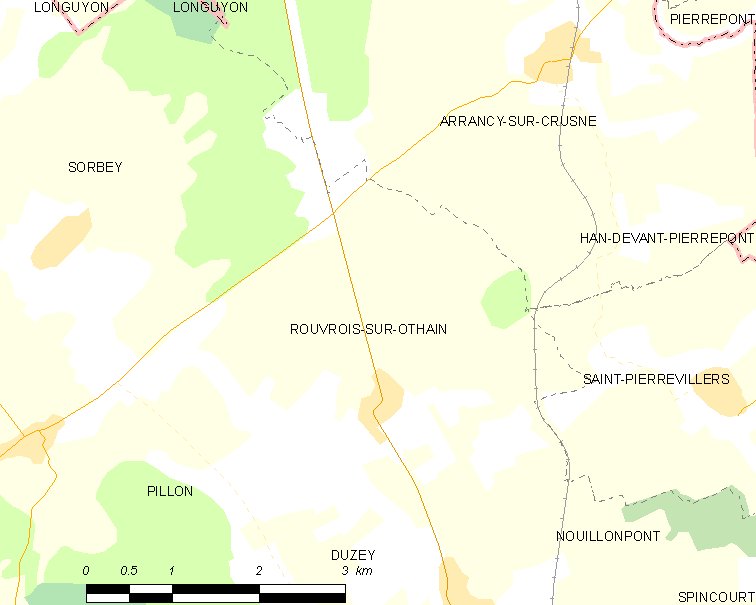
奥坦河畔鲁夫鲁瓦的OSM定位图

奥坦河畔鲁夫鲁瓦的时区为UTC+01:00、UTC+02:00（夏令时）。

## 行政
奥坦河畔鲁夫鲁瓦的邮政编码为55230，INSEE市镇编码为55445。

## 政治
奥坦河畔鲁夫鲁瓦所属的省级选区为布利尼县。

## 人口

1962-2008年间奥坦河畔鲁夫鲁瓦人口变化图示

奥坦河畔鲁夫鲁瓦于2022年1月1日时的人口数量为193人。